# 28 ventôse
28 pluviôse 28 germinal
L'octidi 28 ventôse, officiellement dénommé jour de la capillaire, est le 178e jour de l'année du calendrier républicain.
C'était généralement le 18e jour du mois de mars dans le calendrier grégorien.